# Spada d'armi
Il nome spada d'armi, assente nel lessico degli storici italiani, traduce la nomenclatura di lingua inglese arming sword o knightly sword ed indica la spada a mano singola utilizzata dalla cavalleria medievale evolutasi dal modello della spada vichinga. Codificatasi quale modello intorno all'XI secolo, restò nella panoplia del milites lungo tutto il corso del Medioevo, venendo sostituita dalla Reitschwert nel XVI secolo.